# Pahora rakiura
Pahora rakiura är en spindelart som beskrevs av Forster 1990. Pahora rakiura ingår i släktet Pahora och familjen Synotaxidae. Inga underarter finns listade i Catalogue of Life.